# 2025年8月美烏歐峰會
美東夏令時間2025年8月18日，包括烏克蘭總統弗拉基米尔·泽连斯基在内的多名歐洲領袖應邀聚首白宮，BBC形容這是一場「戰時危機會議」，討論2025年俄美峰會的後續事宜。歐盟委員會主席烏爾蘇拉·馮德萊恩稱這批與會國家為「自願聯盟」。會議的焦點是如何依據《北大西洋公約》第五條，為烏克蘭建立更具約束力的安全保障。

## 背景

### 俄美峰會
在歐洲領袖白宮會議前三天，美國總統當勞·特朗普與俄羅斯總統弗拉基米爾·普京舉行雙邊高峰會。雙方討論的核心議題是俄烏戰爭，而特朗普表明他希望盡快結束戰事。

### 特朗普會見澤連斯基
在歐盟會議舉行前，特朗普先與烏克蘭總統弗拉基米爾·澤連斯基會晤。於會面前的記者會上，澤連斯基親手交給美國第一夫人梅拉尼婭·特朗普一封由其妻奧蓮娜·澤連斯卡撰寫的信，感謝她協助推動被扣押在俄羅斯的烏克蘭兒童回國。
針對早前聲稱澤連斯基「可立即結束戰爭」的說法，特朗普回應指，他仍然堅信這一點，並認為未來如能召開由美國、俄羅斯及烏克蘭三方參與的會談，有很大機會促成和解。澤連斯基亦表示，他希望這樣的三方會議能夠成事。
特朗普強調，美國會為烏克蘭提供強而有力的安全保障，但至於是否由北約主導，還是透過其他形式介入，則仍有待確定。
同時，特朗普將俄羅斯2022年入侵烏克蘭歸咎於前總統祖·拜登，批評他未能防範事態發生。他亦在記者會上再次提及2020年大選「被竊取」的說法，並抨擊民主黨的其他問題。
特朗普再度重申，他認為締結和平協議並無須以停火作為前提。這一表態與他上週會晤普京前的立場明顯不同。當時他仍呼籲「迅速」停火，並威脅若未能達成協議，將對俄羅斯施加經濟制裁。
澤連斯基則指出，烏克蘭可在歐洲國家及其他融資機制支持下購買美國武器，並強調強化與重整軍隊戰力對國家至關重要。

## 會議

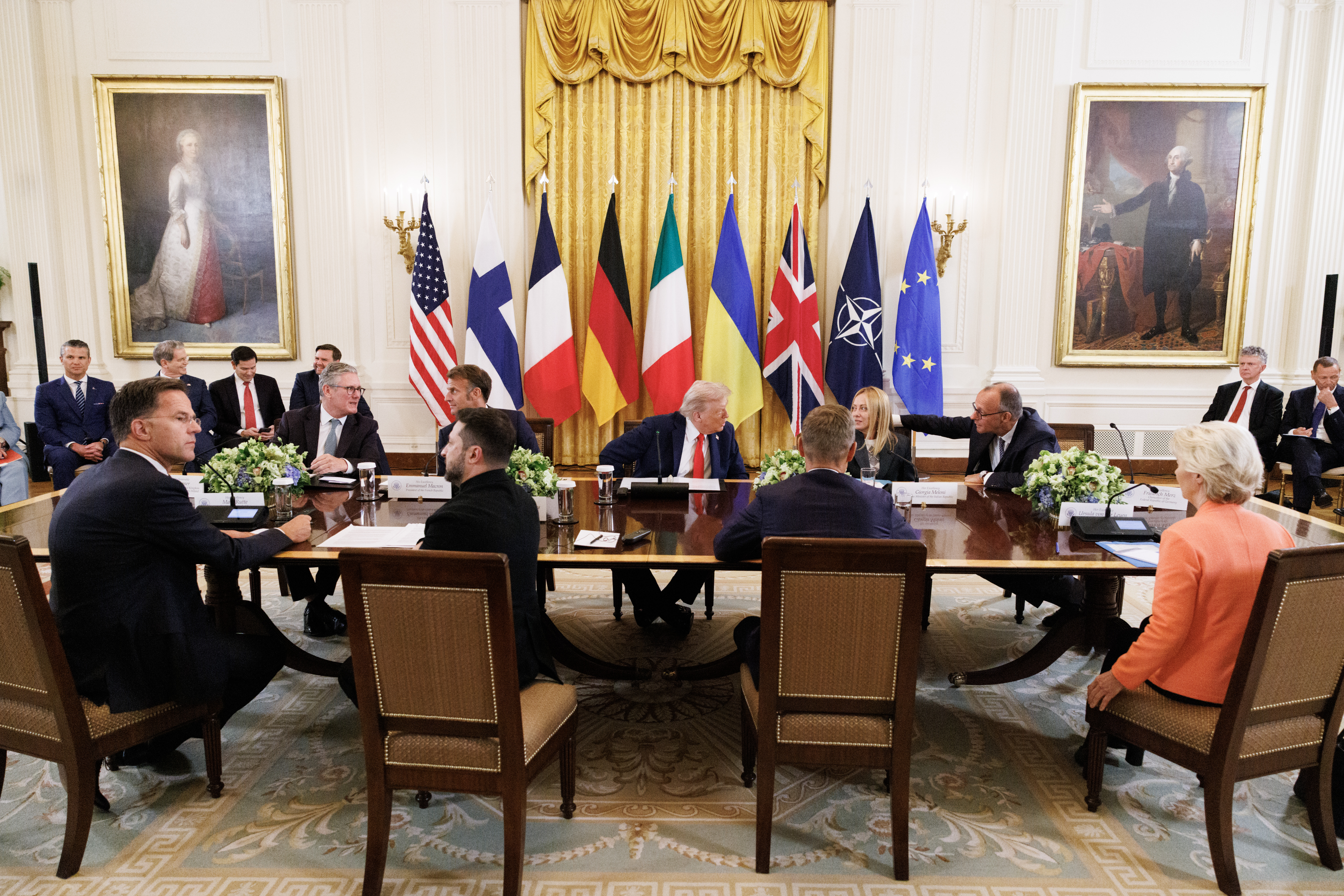
會議

這場近代罕見的多國領袖雲集白宮，突顯出這場地緣政治危機的嚴峻程度。在與烏克蘭總統弗拉基米爾·澤連斯基的首次會晤中，美國總統當勞·特朗普再次強調，他不認為簽署和平協議必須以停火為前提。意大利總理喬治亞·梅洛尼及歐盟委員會主席烏爾蘇拉·馮德萊恩在內的多位領導人提議為烏克蘭提供類似於北約集體防禦條款的安全保障，根據該條款，對一個國家的攻擊將被視為對所有國家的攻擊。
法國總統埃馬紐埃爾·馬克龍會後指出，安全承諾不僅關乎烏克蘭，更涉及「整個歐洲大陸」的安全。德國總理弗里德里希·默茨表示，俄羅斯要求基輔放棄頓巴斯仍由烏方控制的地區，「坦率來說，就如同要美國割讓佛羅里達州一樣」。
會議期間，特朗普一度暫停討論，透過電話向俄羅斯總統弗拉基米爾·普京作簡報。

## 分析
然而，大西洋理事會的哈倫·厄爾曼警告，安全保障的落實「將會非常非常困難」。昆西國家事務研究所的分析員阿納托爾·利文亦認為，俄羅斯自開戰以來一直主張直接達成和平協議而不經停火，因為停火會讓俄方失去唯一的談判籌碼。BBC的莉莎·福赫特也表示，放棄停火要求對俄羅斯有利。